# Tuclame
Tuclame es una comuna del Departamento Cruz del Eje, provincia de Córdoba, Argentina. 
Ubicada en la planicie que se extiende al nordeste del cordón Occidental de las sierras de Córdoba, con declive hacia las Salinas Grandes. Se encuentra próxima al cauce del río Pichanas, a 8 km al noroeste de la localidad de Paso Viejo y 20 km al sudeste de Serrezuela, por la Ruta Nacional N.º 38 y el ferrocarril que comunican con la Provincia de La Rioja. Dista 54 km de la cabecera departamental y 191 km de la capital provincial.
Tuclame está organizada políticamente como Comuna.
La infraestructura estatal comprende el edificio comunal, un destacamento policial y seis escuelas. La sociedad civil cuenta con el Club Deportivo y Cultural Tuclame. En el mes de febrero se lleva a cabo el Festival de la Familia Agrícola (en 2009 la 6.ª edición).
El pueblo surgió con el tendido de la línea ferroviaria en el año 1891. En 1935 se construyó la Ruta Nacional N.º 38.

## Toponimia
El lugar fue habitado por los comechingones, quienes denominaban Tuclamor a la región. El nombre actual resulta una deformación de ese topónimo. 

## Población
Su población, de acuerdo al último censo nacional, ascendía a 964 habitantes (Indec, 2022) alojados en 237 viviendas, con lo cual es la novena población en importancia del departamento.
| Gráfica de evolución demográfica de Tuclame entre 2001 y 2022 |
|                                                               |
| Fuente: Censos nacionales del INDEC                           |

## Sismicidad
La sismicidad de la región de Córdoba es frecuente y de intensidad baja, y un silencio sísmico de terremotos medios a graves cada 30 años en áreas aleatorias. Sus últimas expresiones se produjeron:
- 22 de septiembre de 1908 (116 años), a las 17.00 UTC-3, con 6,5 Richter, escala de Mercalli VII; ubicación 30°30′0″S 64°30′0″O / -30.50000, -64.50000; profundidad: 100 km; produjo daños en Deán Funes, Cruz del Eje y Soto, provincia de Córdoba, y en el sur de las provincias de Santiago del Estero, La Rioja y Catamarca[2]

- 16 de enero de 1947 (78 años), a las 2.37 UTC-3, con una magnitud aproximadamente de 5,5 en la escala de Richter (terremoto de Córdoba de 1947)[1]

- 28 de marzo de 1955 (70 años), a las 6.20 UTC-3 con 6,9 Richter: además de la gravedad física del fenómeno se unió el desconocimiento absoluto de la población a estos eventos recurrentes (terremoto de Villa Giardino de 1955)

- 7 de septiembre de 2004 (20 años), a las 8.53 UTC-3 con 4,1 Richter

- 25 de diciembre de 2009 (15 años), a las 21.42 UTC-3 con 4,0 Richter

## Economía
Las actividades económicas del poblado comprenden la cría de ganado y el cultivo de algodón, poroto y garbanzo, patata, batata, frutales y principalmente, alfalfa (600 hectáreas bajo riego y producción de 4.500 toneladas anuales).  En la década de 2000, se ha consolidado el cultivo de esta planta forrajera, a raíz de la instalación de una acopiadora que la procesa en pequeños cubos, en reemplazo de los tradicionales fardos y rollos, lo cual abarata considerablemente los costos de flete, al punto que se ha conseguido exportar el 20% de la producción.